# Norrköping–Söderköping–Vikbolandets Järnväg
| Head station |

| Unknown BSicon "ABZglr" | Unknown BSicon "STR+r" |

| Straight track | Unknown BSicon "tSTR" |

| Stop on track |

| Station on track |

| Unknown BSicon "ABZgl" | Unknown BSicon "STR+r" |

| Straight track | Stop on track |

| Straight track | Stop on track |

| Straight track | Stop on track |

| Straight track | Stop on track |

| Straight track | Stop on track |

| Straight track | Stop on track |

| Straight track | Stop on track |

| Straight track | Stop on track |

| Straight track | Stop on track |

| Straight track | Stop on track |

| Straight track | Stop on track |

| Straight track | End station |

| Stop on track |

| Stop on track |

| Unknown BSicon "hKRZWae" |

| Station on track |

| Stop on track |

| Stop on track |

| Stop on track |

| Stop on track |

| Station on track |

| Stop on track |

| Stop on track |

| Station on track |

| Stop on track |

| Stop on track |

| End station |

| Head station |

| Unknown BSicon "ABZglr" | Unknown BSicon "STR+r" |

| Straight track | Unknown BSicon "tSTR" |

| Stop on track |

| Station on track |

| Unknown BSicon "ABZgl" | Unknown BSicon "STR+r" |

| Straight track | Stop on track |

| Straight track | Stop on track |

| Straight track | Stop on track |

| Straight track | Stop on track |

| Straight track | Stop on track |

| Straight track | Stop on track |

| Straight track | Stop on track |

| Straight track | Stop on track |

| Straight track | Stop on track |

| Straight track | Stop on track |

| Straight track | Stop on track |

| Straight track | End station |

| Stop on track |

| Stop on track |

| Unknown BSicon "hKRZWae" |

| Station on track |

| Stop on track |

| Stop on track |

| Stop on track |

| Stop on track |

| Station on track |

| Stop on track |

| Stop on track |

| Station on track |

| Stop on track |

| Stop on track |

| End station |

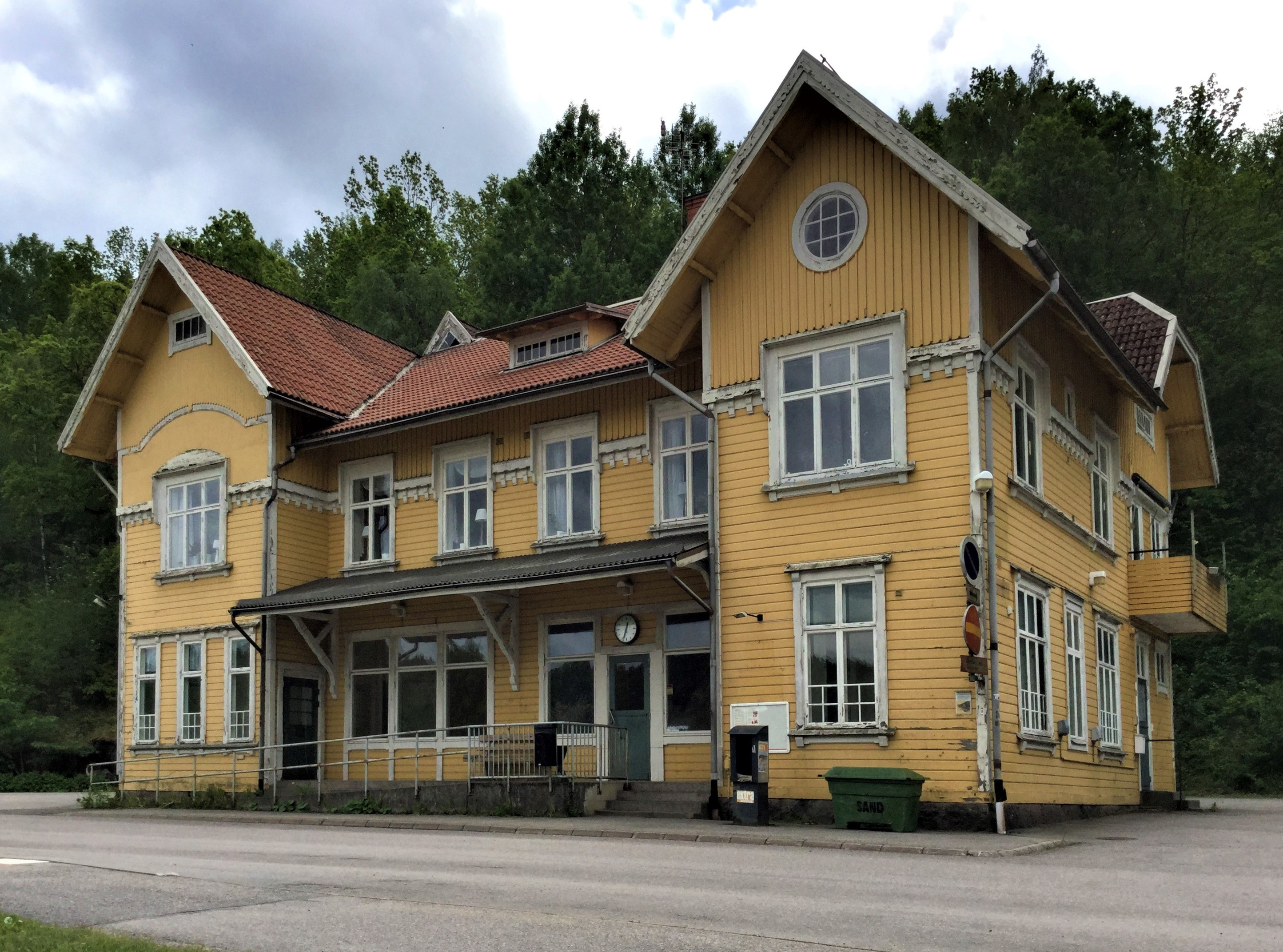
Slutstationen Valdemarsvik, ritad av Teodor Folcke 1904 och byggd 1905.

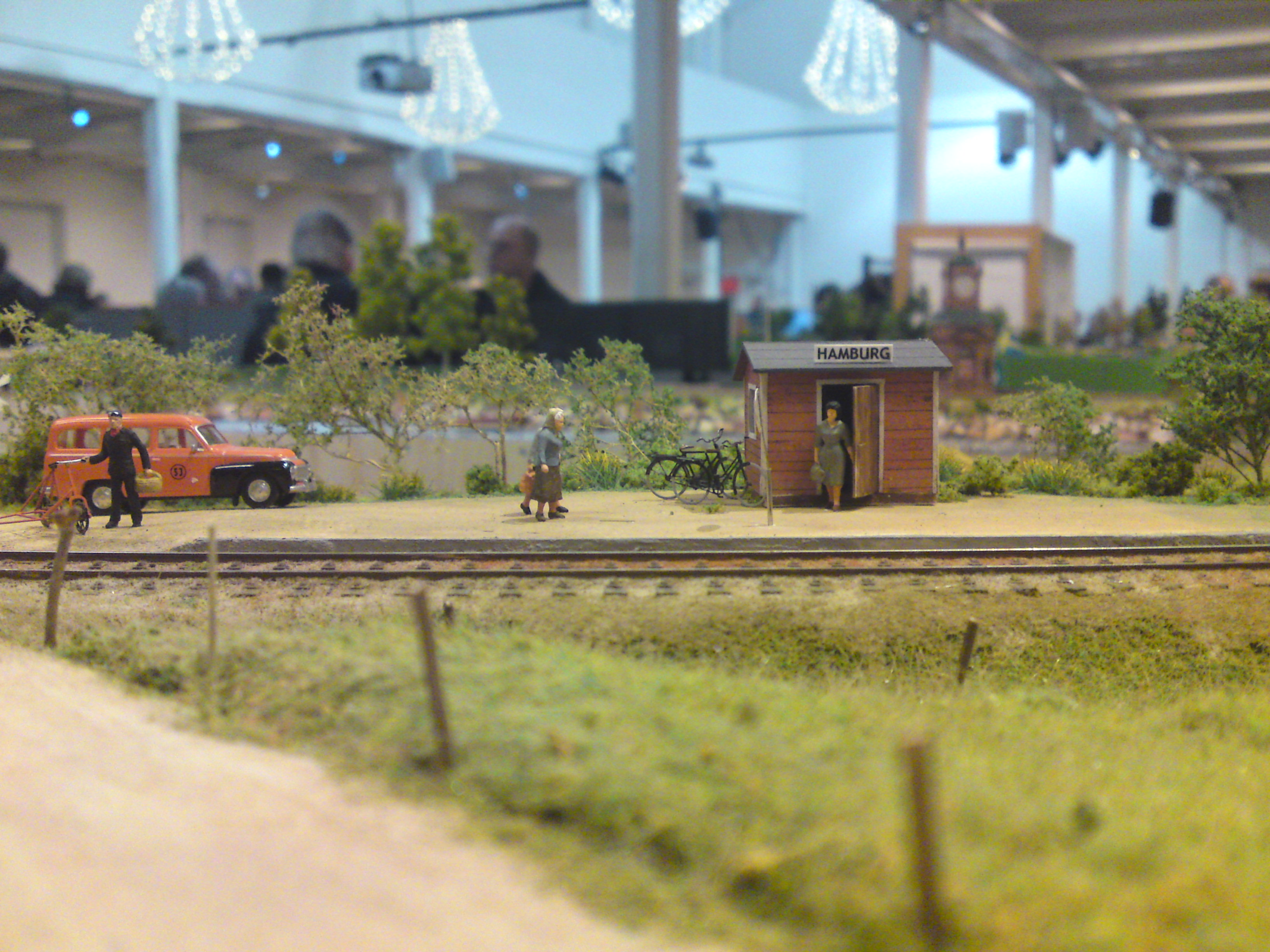
Modell av Hamburgs hållplats som låg längs Vikbolandsbanan mellan Norrköpings östra och Valdemarsvik.

Norrköping-Söderköping-Vikbolandets Järnväg, NSVJ, VB, populärt kallad Vikbolandsbanan eller något nedsättande Gurklisten var en svensk smalspårig järnväg som ursprungligen ägdes och trafikerades av Norrköping-Söderköping-Vikbolandets järnvägsaktiebolag.
Järnvägen hade en spårvidd om 891 mm med en längd av 101,3 km, varav 101 km inom Östergötlands och 0,3 km inom Kalmar län (dåtidens länsgränsdragning). Den trafikerades 1893-1966.
Järnvägen utgick från Norrköpings östra station åt sydöst till Kummelby, 6 km. från Norrköping, där den delade sig i två linjer. Den ena gick i sydöstlig riktning över Göta kanal till Söderköping och därifrån förbi sjön Strolången till Gusums bruk i närheten av den s. k. Åkertorpsviken av sjön Yxningen, till vilken ett kortare hamnspår gick fram, samt vidare till ändpunkten strax söder om Valdemarsvik. Den andra sträckte sig österut norr om Kuddby och söder om Häradshammars kyrka till Östersjön vid Arkösund.
När linjen Söderköping – Valdemarsvik anlades, flyttades stationen i Söderköping, varigenom den ursprungliga sträckningen av linjen Norrköping – Söderköping förlängdes med 1 km. Vid Norrköpings östra station fanns en anslutning till Kimstad-Norrköpings järnväg och genom denna förbindelse med hela det smalspåriga järnvägssystemet mellan Örebro och Hultsfred med anslutande smalspåriga banor.

## Trafikstart
För trafik öppnades linjen
- Norrköpings östra – Kummelby – Söderköping, 16,3 km, 20 december 1893
- Kummelby – Östra Husby, 20,7 km, 8 september 1894
- Östra Husby – Arkösund, 25,5 km, 15 juni 1895
- Söderköping – Gusum, 27,9 km, 15 maj 1906
- Gusum – Valdemarsvik, 10,9 km, 1 oktober 1906

## Trafiken
Vid 1912 års slut utgjorde bokförda byggnadskostnaden 3 768 247 kr., varav för rullande materiel 587 329 kr, aktiekapitalet 1 389 600 kr. och reservfonden 32 835 kr. Järnvägens postadress och styrelsens säte var Norrköping. 
Trafiken var stundtals mycket intensiv, framförallt på somrarna då långa tåg med badsugna Norrköpingsbor gick till Arkösund och sommarnöjena där. Godstrafiken var måttlig även om det fanns vissa storkunder som t.ex. Gusums bruk som nyttjade järnvägen fram till dess nedläggning. För att skapa bättre trafiksamarbete mellan de smalspåriga järnvägarna i Östergötland bildades Trafikförvaltningen Östergötlands smalspåriga Järnvägar (TÖJ) under 1930. Ökad samtrafik och merutnyttjande av de olika bolagens resurser var huvudsyftet med förvaltningen, något som ska ha fungerat varierande bra. För NSVJ:s del ändrades förvaltningsformen 1950 då järnvägen förstatligades och hamnade under SJ.

## Nedgång och nedläggning
Vikbolandsbanan hade svårt att konkurrera då privatbilismen och lastbilstrafiken ökade efter andra världskriget. Övergång till rälsbussar gjorde att man kunde öka hastigheterna något samtidigt som kostnaderna minskade väsentligt. Det hjälpte dock bara några år och därför lades den trafiksvagare linjen till Arkösund ner 1960. Valdemarsvikslinjen följde samma öde 25 september 1966. 

## Järnvägen idag
Omgående efter nedläggningen revs spåren upp och delar av banvallarna återtogs som åkermark. På större delen är dock banvallen kvar. Vissa delar används i dag som väg och sträckan Gusum - Valdemarsvik är  grusbelagd cykelbana. Även stationshusen finns kvar på flera platser. I Gusum finns bropelare och det södra brofundament kvar efter bron över Gusumsån. I Söderköping finns fyra brofästen kvar av vilka två används till en gång- och cykelbro över Söderköpingsån.

## Kartor 1926

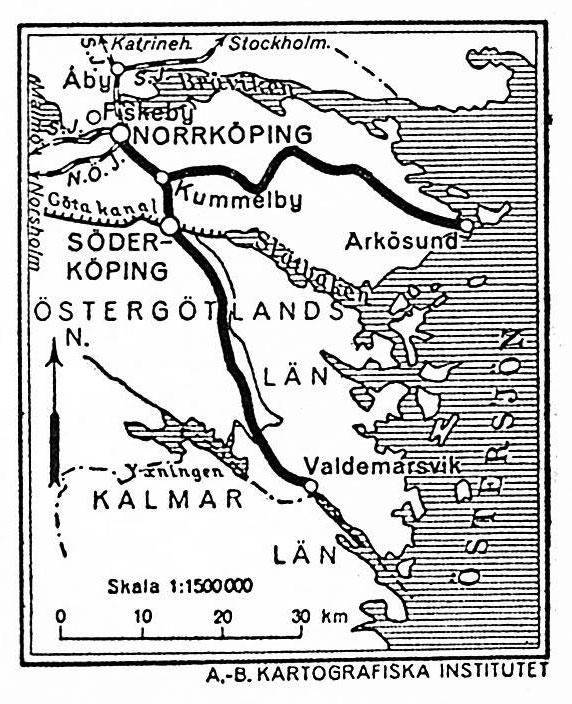
Översiktskarta
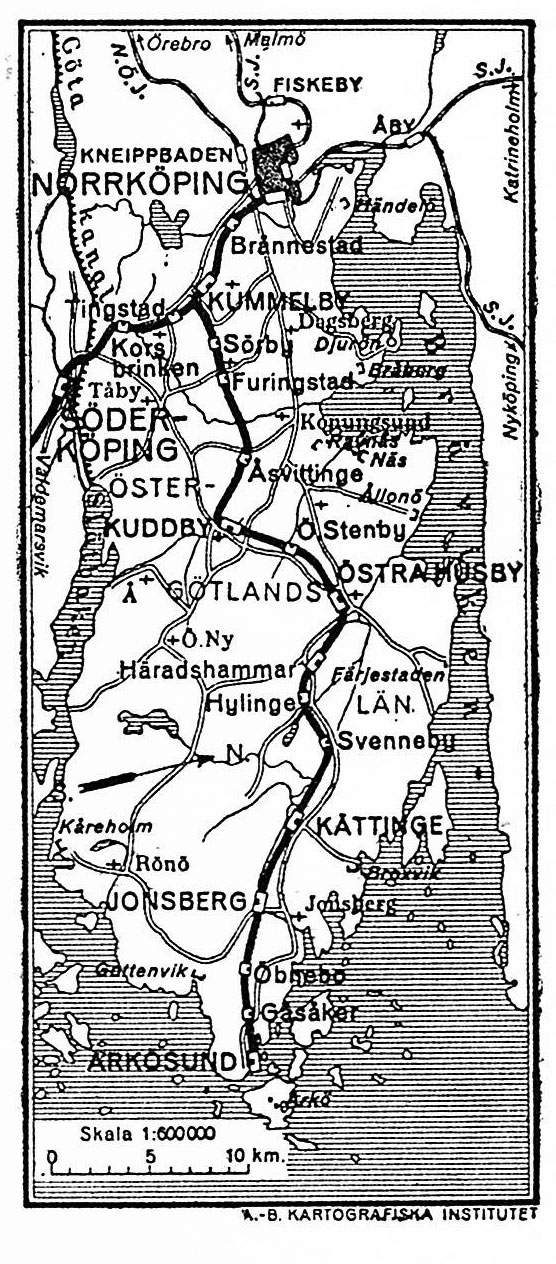
Sträckan Norrköping-Arkösund
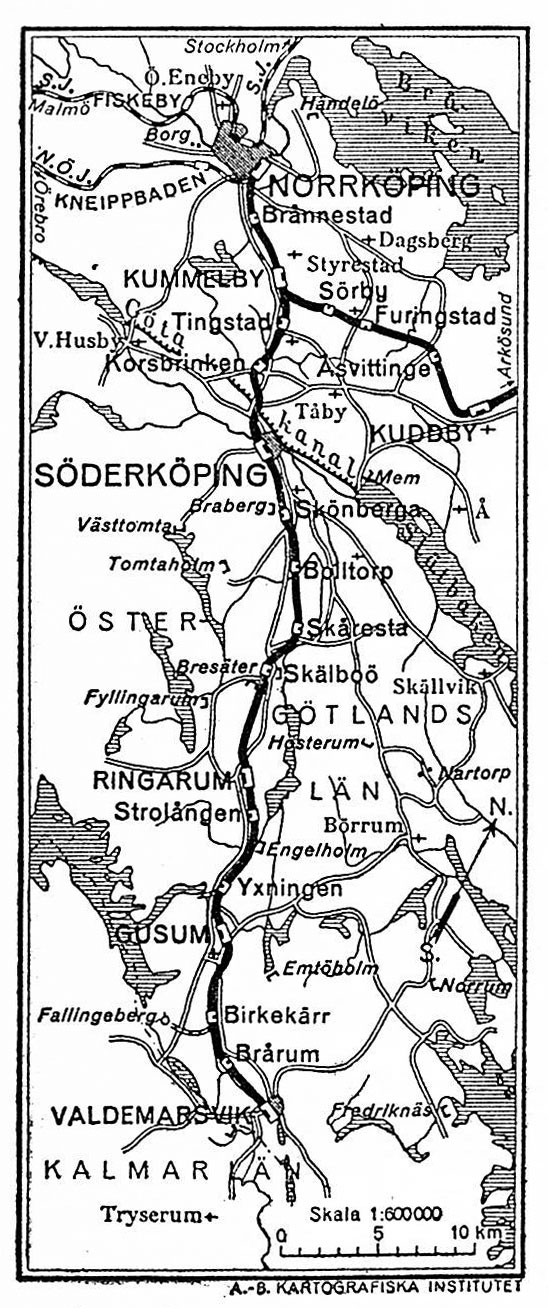
Sträckan Norrköping-Valdemarsvik